# Tomoderus dubius
Tomoderus dubius is een keversoort uit de familie snoerhalskevers (Anthicidae). De wetenschappelijke naam van de soort is voor het eerst geldig gepubliceerd in 1984 door Bonadona.